# 英厄马尔·维克斯特伦
英厄马尔·维克斯特伦（瑞典語：Ingemar Wikström，1953年11月7日—），瑞典男子乒乓球运动员。他曾获得1973年世界乒乓球锦标赛男子团体金牌。